# 馬場町 (大阪市)
馬場町（ばんばちょう）は、大阪府大阪市中央区にある町名。丁番を持たない単独町名である。

## 地理
現在の町域は北を本町通、南を中央大通、西を上町筋に囲まれた、大坂城（大阪城公園）に南接する地域となっている。
以前の町域は現在と全く異なり、大坂城内（外濠内）の全域および外郭のうち玉造口 - 追手口 - 京橋口間が馬場町だった。なお、外郭のうち京橋口 - 青屋口 - 玉造口間は杉山町という町名だった。1979年に大坂城内および外郭は大阪城という町名に変更され、同時に法円坂町および森之宮西之町の各一部であった本町通以南の地域が馬場町となった。本町通と上町筋の交点である馬場町交差点だけが辛うじて以前からの馬場町ということになる。
このように町域は以前と全く異なるが、馬場町交差点に大阪市電が馬場町停留場を置いていたため、現在の町域も地域名として馬場町と呼ばれることはあった。

### 馬場町とNHK
馬場町といえば、かつてはNHK大阪放送会館の代名詞でもあった。旧放送会館は馬場町交差点の南東角に位置していたため、同局のコールサイン「JOBK」に「ジャパン・オーサカ・バンバチョウ・カド」と語呂合わせして親しまれていた。
1985年に大阪市が「難波宮跡公園と大阪城公園の連続一体化構想」を発表したことを受け、2001年に放送会館が上町筋を挟んだ大手前4丁目の大阪市中央体育館跡地に移転（大阪歴史博物館との複合施設）した後は「ジャパン・オオサカ・バンバチョウの・キンジョ」と語呂合わせをしている（かんさい土曜ほっとタイムを参照）。旧放送会館跡地は、2つの公園の一体化構想が進展しないまま更地となっている。
他には、KKRホテルオーサカ（大阪共済会館）がある。

## 歴史
近世には、上町筋沿いが上本町1丁目となっていたが、1871年（明治4年）に兵部省管轄地となった。馬場町の町名ができたのは、郡区町村編制法によって大阪府東区が設置された1879年（明治12年）である。町名は大坂城の芝地や空地が番場と呼ばれていたこと、大坂城代や大阪鎮台の拠点であったことが関係すると思われるが詳細は不明。
1936年（昭和11年）には日本放送協会大阪中央放送局が上本町9丁目から移転し、新たに大阪放送会館が竣工した。

## 世帯数と人口
2019年（平成31年）3月31日現在の世帯数と人口は以下の通りである。
住居はメゾン・ド・ヴィレ大阪城公園前のみになり、人口のすべてはこちらの世帯主である。
| 町丁   | 世帯数 | 人口 |
| ------ | ------ | ---- |
| 馬場町 | 96世帯 | 96人 |

### 人口の変遷
国勢調査による人口の推移。
| 2005年（平成17年） | 156人 | [ 6 ] |  |
| 2010年（平成22年） | 136人 | [ 7 ] |  |
| 2015年（平成27年） | 108人 | [ 8 ] |  |

### 世帯数の変遷
国勢調査による世帯数の推移。
| 2005年（平成17年） | 154世帯 | [ 6 ] |  |
| 2010年（平成22年） | 133世帯 | [ 7 ] |  |
| 2015年（平成27年） | 107世帯 | [ 8 ] |  |

## 事業所
2016年（平成28年）現在の経済センサス調査による事業所数と従業員数は以下の通りである。
| 町丁   | 事業所数 | 従業員数 |
| ------ | -------- | -------- |
| 馬場町 | 22事業所 | 4,123人  |

## 施設
- KKRホテルオーサカ
- OSAKA遺跡庭園
- 大阪府監察医事務所
- メゾン・ド・ヴィレ大阪城公園前

## 交通

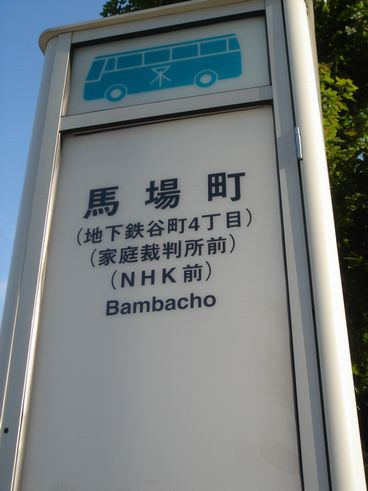
副名称が3つある馬場町バス停

### 鉄道
- Osaka Metro（谷町線・中央線）谷町四丁目駅

### 道路
高速道路
- 阪神高速13号東大阪線 法円坂出入口・森之宮出入口

主要地方道
- 上町筋
- 本町通
- 中央大通

### バス
大阪シティバス
- 62号系統 馬場町

## その他

### 日本郵便
- 〒540-0007[3]（集配局：大阪東郵便局[10]）